# 아무도 모른다 (드라마)
《아무도 모른다》는 2020년 3월 2일부터 2020년 4월 21일까지 방송된 SBS 월화드라마이다.

## 기획의도
"좋은 어른을 만났다면 내 인생은 달라졌을까?" 경계에 선 아이들, 그리고 아이들을 지키고 싶었던 어른들의 '미스터리 감성 추적극'

## 등장 인물

### 주요 인물
- 김서형 : 차영진 역 (아역: 김새론) - 광역수사대 강력 1팀 팀장. 수정의 친구
- 류덕환 : 이선우 역 (아역: 성민준) - 신성중학교 과학 교사. 은호의 담임
- 박훈 : 백상호 역 (아역: 백재우, 정지훈) - 한생명 재단 이사장, 밀레니엄 호텔 대표
- 안지호 : 고은호 역 (아역: 김준의) - 7년째 영진의 아래층에 살고 있는 소년

### 서울지방경찰청 광역수사대
- 문성근 : 황인범 역 - 아동 청소년 계 계장. 수정이 살해 된 지역의 관할 형사. 따뜻한 마음과 너그러운 인품의 소유자
- 민진웅 : 이재홍 역 - 순경 / 강력 1팀. 영진의 팀에 들어온 지 한 달. 영진과 같은 조
- 강서하 : 윤자영 역 - 순경 / 수사 지원 팀
- 전석찬 : 김병희 역 - 경사 / 강력 1팀
- 백수장 : 박진수 역 - 경사 / 강력 1팀
- 이채은 : 홍은주 역 - 경위 / 수사 지원 팀 팀장. 경찰 특공대 출신
- 박철민 : 한근만 역 - 강력계 계장. 영진의 직속 상사

### 신생명 교회
- 강신일 : 서상원 역 - 과거 신생명 교회 목사. 권재천의 숨겨진 아들. 아사 직전의 상호를 발견하고 거두어 자신의 방식으로 아끼고 가르쳤으나 상호는 상원의 바람과는 정반대로 성장.
- 권해효 : 장기호 역 - 권재천의 비서. 희정과 같은 해에 태어난 권재천의 또 다른 사생아
- 백현주 : 임희정 역 - 신생명 교회 집사 / 신성재단 이사. 상원과 마찬가지로 권재천의 사생아
- 전무송 : 권재천 역 - 신생명 교회 창립자. 돌연사로 급작스레 사망. 공식적으로 미혼이지만 자녀가 셋으로, 모두 엄마의 성을 쓰게 함.
- 조선묵 : 사무총장 역 - 신생명 교회 사무총장

### 신성 중학교
- 조한철 : 윤희섭 역 (아역: 이건하) - 신성중학교를 소유한 신성 재단의 이사장이자, 선우의 자형
- 윤찬영 : 주동명 역 - 은호와 다른 반. 다부진 골격, 매서운 인상. 아무도 동명을 건들지 않는다. 그건 선생님들도 마찬가지.
- 윤재용 : 하민성 역 - 은호와 같은 반. 부모가 빌딩 여러 채와 다수의 부동산을 소유하고 있는 재력가. 돈으로 뭐든지 할 수 있다고 믿는 부모를 보고 자란 민성은 자신의 운전기사 같은 어른에게 위세를 부림.

### 상호의 측근
- 신재휘 : 오두석 역 (아역: 박시윤) - 백상호의 비서. 상호와 같은 보육원 출신, 상호의 그림자처럼 상호를 수행한다. 과묵하고 일 처리 깔끔하다.
- 태원석 : 고희동 역 (아역: 임한빈) - 밀레니엄 호텔 보안 실장. 상호와 같은 보육원 출신. 누추하고 보잘것 없던 상호의 유년 시절을 함께 했음.
- 박민정 : 배선아 역 (아역: 남윤서) - 밀레니엄 호텔 총 지배인. 상호와 같은 보육원 출신. 눈에 띄는 고혹적인 외모의 소유자. 대학을 조기 졸업하고 미국에서 경영학을 전공

### 그 외
- 안미나 : 이선경 역 (아역: 이아라) - 이선우의 누나이자 희섭의 아내. 차분한 성격의 소유자
- 옥예린 : 윤지원 역 - 이선우의 조카
- 장영남 : 정소연 역 - 고은호의 어머니. 미용사. 은호가 아기였을 때 남편을 교통사고로 잃고 이제껏 은호와 둘이 살아왔음.
- 한수현 : 김창수 역 - 소연의 애인. 식 자재를 납품한다. 밀레니엄 호텔은 창수의 거래처 중 하나
- 김낙균 : 폭행남 역 - 과거 정소연의 내연남
- 김시은 : 최수정 역 - 성흔 연쇄 살인 마지막 피해자. 과거 영진이 유일하게 가깝게 지냈던 친구
- 서이숙 : 최수정의 어머니 역
- 이주영 : 하민성의 어머니 역
- 장재호 : 최대훈 역 - 하민성의 운전기사
- 서영주 : 김태형 역 - 백상호가 붙여준 은호의 간병인
- 최고 : 한솔 역 - 동명의 동생
- 박정언 : 보호자 역
- 민성욱 : 케빈 정 역 - 유명 셰프. 밀레니엄 호텔에서 마약 거래 해서 백상호에게 잡힘
- 류성록 : 이영식 역 - 마약 판매 업자. 밀레니엄 호텔에서 마약 거래 해서 백상호에게 잡힘

## 수상
- 2020 SBS연기대상 남자 청소년 연기상 안지호
- 2020 SBS연기대상 장르 액션 최우수 여자연기상 김서형

## 촬영지
- 서정적살롱
- 청담동스시 청담본점
- 역사책방
- 고도식
- 율천고등학교

## 시청률
최저 시청률과 최고 시청률은 시청률 조사회사와 지역별로 시청률에 차이가 있을 수 있습니다.
| 2020년      | 2020년      | 2020년         | 2020년         | 2020년       | 2020년 |
| 회차        | 방송일      | TNmS 시청률    | AGB 시청률     | AGB 시청률   |        |
| 회차        | 방송일      | 대한민국(전국) | 대한민국(전국) | 서울(수도권) |        |
| ----------- | ----------- | -------------- | -------------- | ------------ | ------ |
| 제1회       | 3월 2일     | 6.7%           | 6.6%           | 6.9%         |        |
| 제1회       | 3월 2일     | 8.9%           | 9.0%           | 9.6%         |        |
| 제2회       | 3월 3일     | 6.6%           | 7.1%           | 8.1%         |        |
| 제2회       | 3월 3일     | 8.0%           | 8.8%           | 9.6%         |        |
| 제3회       | 3월 9일     | 6.3%           | 7.1%           | 7.8%         |        |
| 제3회       | 3월 9일     | 7.9%           | 9.3%           | 10.0%        |        |
| 제4회       | 3월 10일    | 7.3%           | 7.8%           | 8.2%         |        |
| 제4회       | 3월 10일    | 8.8%           | 9.5%           | 10.2%        |        |
| 제5회       | 3월 16일    | 6.8%           | 7.5%           | 7.9%         |        |
| 제5회       | 3월 16일    | 7.9%           | 9.8%           | 10.5%        |        |
| 제6회       | 3월 17일    | 6.6%           | 7.6%           | 8.4%         |        |
| 제6회       | 3월 17일    | 7.5%           | 9.1%           | 9.5%         |        |
| 제7회       | 3월 23일    | 6.2%           | 6.8%           | 7.4%         |        |
| 제7회       | 3월 23일    | 7.7%           | 9.1%           | 9.5%         |        |
| 제8회       | 3월 24일    | 7.1%           | 7.2%           | 7.5%         |        |
| 제8회       | 3월 24일    | 8.8%           | 9.8%           | 10.5%        |        |
| 제9회       | 3월 30일    | 6.5%           | 7.0%           | 7.5%         |        |
| 제9회       | 3월 30일    | 8.4%           | 9.0%           | 9.3%         |        |
| 제10회      | 3월 31일    | 6.1%           | 7.0%           | 7.3%         |        |
| 제10회      | 3월 31일    | 9.0%           | 9.6%           | 10.1%        |        |
| 제11회      | 4월 6일     | 6.9%           | 7.4%           | 7.8%         |        |
| 제11회      | 4월 6일     | 8.7%           | 9.2%           | 9.5%         |        |
| 제12회      | 4월 7일     | 7.9%           | 8.1%           | 8.7%         |        |
| 제12회      | 4월 7일     | 8.9%           | 9.7%           | 10.4%        |        |
| 제13회      | 4월 13일    | 7.9%           | 7.9%           | 8.8%         |        |
| 제13회      | 4월 13일    | -              | 9.9%           | 11.1%        |        |
| 제14회      | 4월 14일    | 7.2%           | 8.6%           | 9.5%         |        |
| 제14회      | 4월 14일    | 8.6%           | 10.5%          | 11.2%        |        |
| 제15회      | 4월 20일    | 7.2%           | 8.1%           | 8.8%         |        |
| 제15회      | 4월 20일    | 8.8%           | 10.0%          | 10.8%        |        |
| 제16회      | 4월 21일    | 7.9%           | 8.8%           | 9.8%         |        |
| 제16회      | 4월 21일    | 9.6%           | 11.4%          | 12.0%        |        |
| 평균 시청률 | 평균 시청률 | -              | 8.6%           | 9.2%         |        |

## 참고 사항
이 드라마는 픽션이며, 실제와 관련 없음을 밝히고, 사건이 묘사될 때 다소 불편한 장면의 이 점 양해 바랍니다.

## 동시간대 드라마
- KBS 월화 미니시리즈

《계약우정》 (2020년 4월 6일 ~ 2020년 4월 14일)
《본 어게인》 (2020년 4월 20일 ~ 2020년 6월 9일)
- JTBC 월화드라마

《날씨가 좋으면 찾아가겠어요》 (2020년 2월 24일 ~ 2020년 4월 21일)
- tvN 월화드라마

《방법》 (2020년 2월 10일 ~ 2020년 3월 17일)

## 같이 보기
- 대한민국의 텔레비전 드라마 목록 (ㅇ)
- 2020년 대한민국의 텔레비전 드라마 목록